# Мумифициране
Мумифицирането
представлява бавен процес на изсушаване на тялото, така че то да не се разложи.
Тази широко практикувана в Древен Египет процедура траела 70 дни. Като първа стъпка в обработката на тялото на мъртвеца жреците изваждали черния дроб, белите дробове, стомаха и червата и ги поставяли в четири малки урни, наричани канопи (всеки от четирите съдържа орган, пазен от един от четиримата синове на бог Хор). Те се слагали в гроба зад мумията. След това жреците изваждали мозъка. Сърцето оставало в тялото на мъртвия, защото древните египтяни вярвали, че то трябва да бъде претеглено от бог Анубис. Накрая измивали тялото с палмов сок и го поръсвали с калиев нитрат, за да поеме влагата. След 40 дни балсаматорите натърквали кожата на мъртвеца с благовонни масла и покривали тялото с ленени платна, дървени трици и пясък. След това го обвивали с няколко слоя бинтове от бял лен, обилно напоени със смола, като помежду им поставяли парчета папирус, съдържащи магически заклинания и пожелания за щастлив задгробен живот. Накрая полагали мумията в ковчега.
Първата мумия
Бог Ра изпратил Озирис и Изида в Египет, за да научат хората на мъдрост и доброта. Озирис бил убит от завистливия си брат Сет. Той разрязал тялото на Озирис на 14 части и ги пръснал из цял Египет. Изида ги събрала, послужила си с магия, за да възстанови тялото му, и го обвила с ивици платно. Това била първата египетска мумия. Изида се превърнала в птица, обгърнала Озирис с крилете си и му вдъхнала отново живот.